# کاغذ رسم

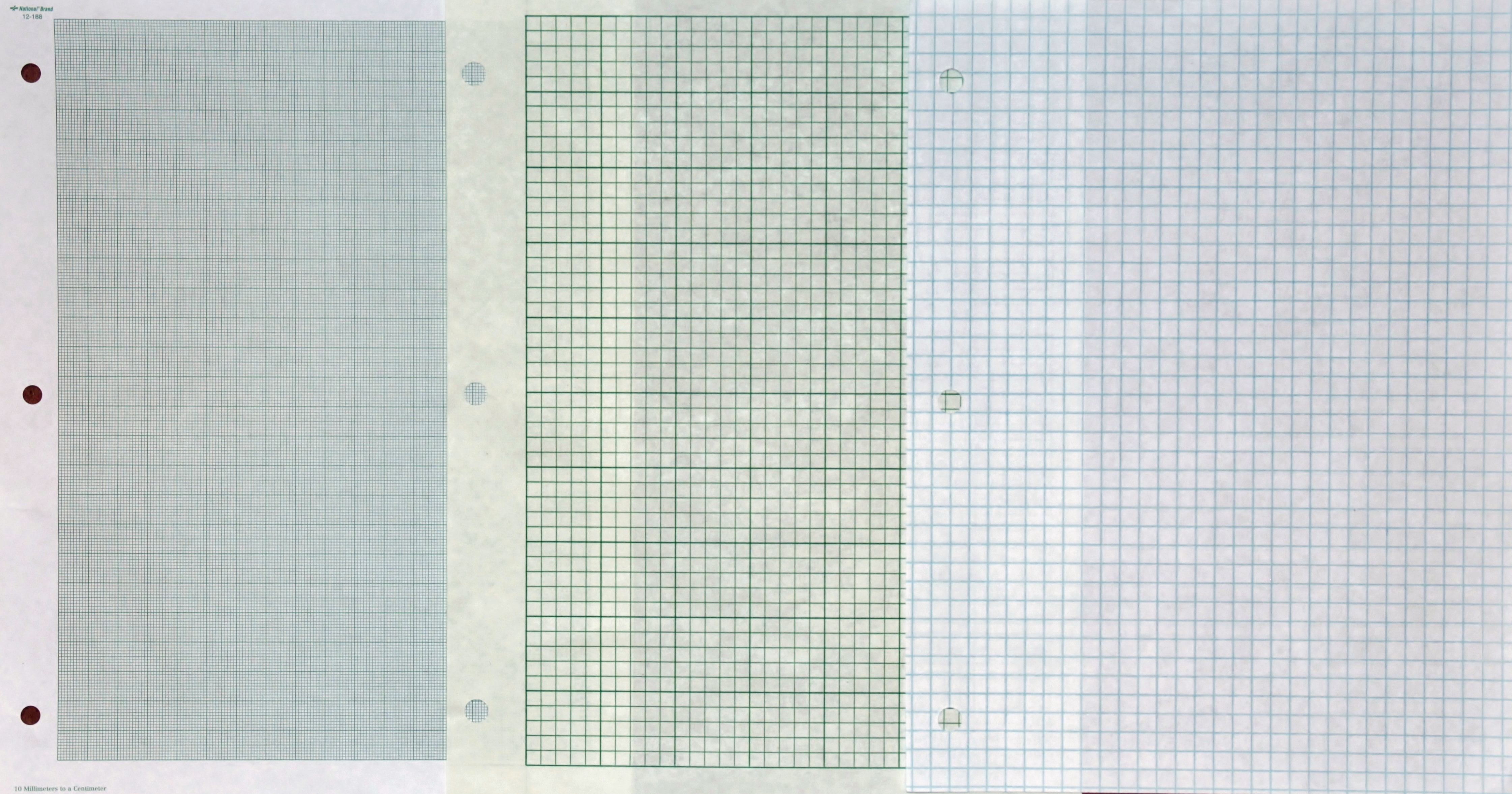
سه نوع کاغذ رسم: ۱۰ مربع در هر سانتی‌متر (کاغذ میلیمتری)، ۵ مربع در هر اینچ (کاغذ مهندسی)، ۴ عدد مربع در هر اینچ (کاغذ یک‌چهارم)

کاغذ رسم (به انگلیسی: Graph paper)، نوعی کاغذ است که با خطوط ظریف یک شبکه منظم بر روی آن چاپ شده‌است. این خطوط اغلب به عنوان راهنمایی برای ترسیم توابع ریاضی یا داده‌های تجربی و رسم نمودارهای دو بعدی استفاده می‌شود. از این نوع کاغذ معمولاً در ترسیم‌های آموزشی ریاضی و مهندسی و در یادداشت‌های آزمایشگاهی استفاده می‌شود. کاغذ گراف به صورت ورق‌های مجزا یا صحافی شده در یک دفترچه در دسترس است.

## انواع کاغذ رسم
1. کاغذ چهار گوش Quad paper
2. کاغذ مهندسی Engineering paper
3. کاغذ میلیمتری Millimeter paper
4. کاغذ شش ضلعی Hexagonal paper
5. کاغذ رسم ایزومتریک یا کاغذ رسم سه بعدی Isometric graph paper or 3D graph paper
6. کاغذ لگاریتمی Logarithmic paper
7. کاغذ احتمالات نرمال Normal probability paper
8. کاغذ مختصات قطبی Polar coordinate paper

## نمونه‌ها

کاغذ رسم معمولی
کاغذ رسم لگاریتمی
کاغذ رسم ایزومتریک
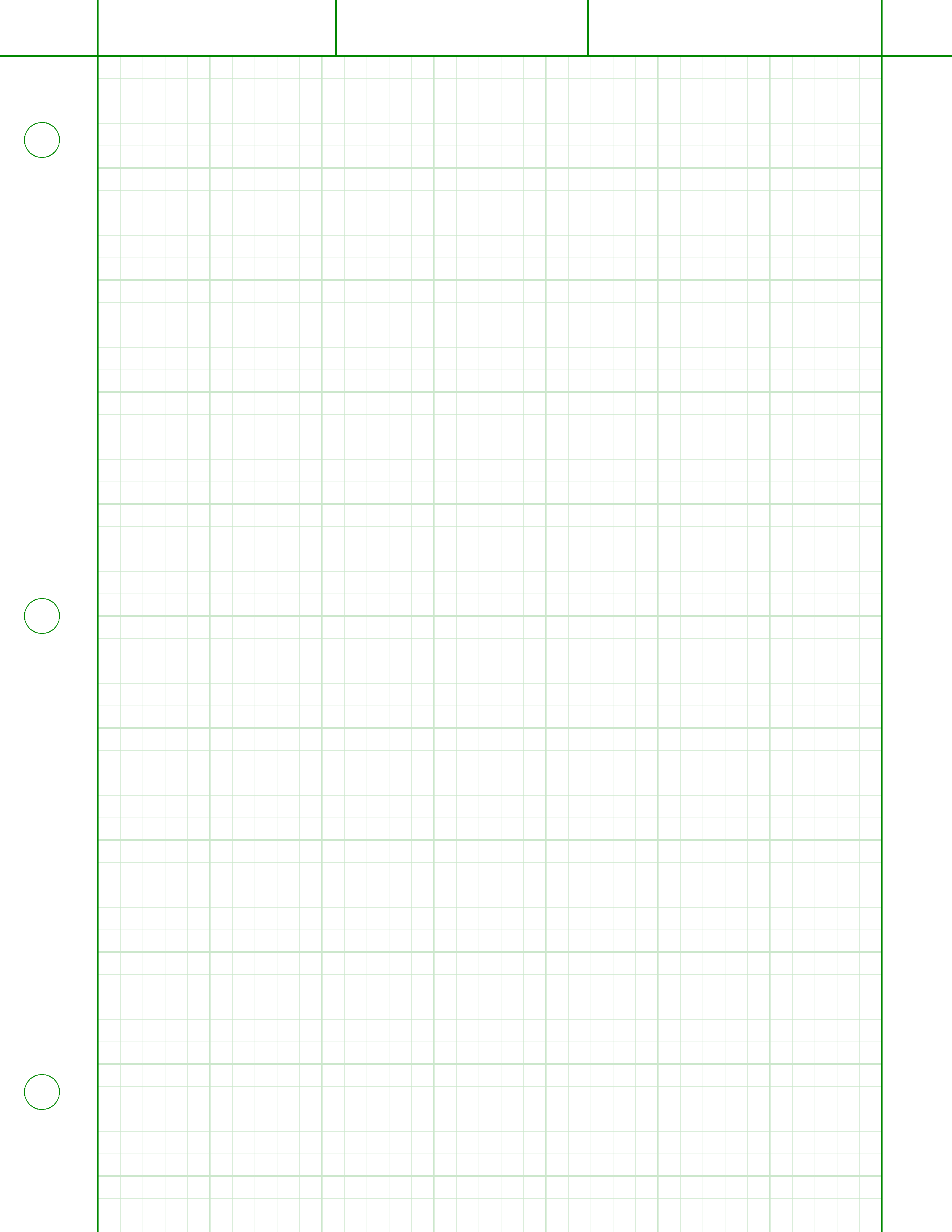
کاغذ مهندسی
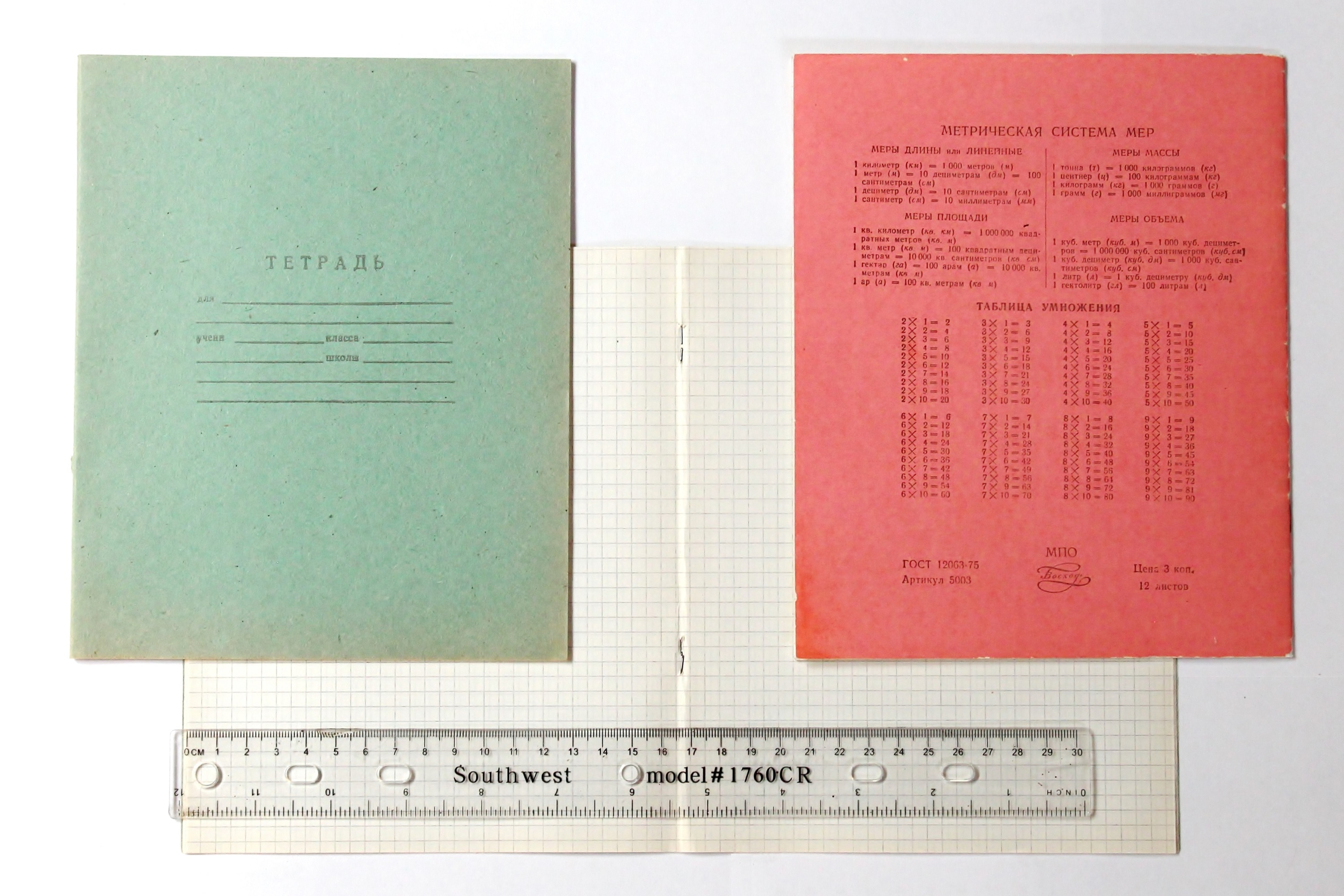
دفترچه شطرنجی مورد استفاده در مدارس روسیه (۱۲ و ۱۸ برگ)
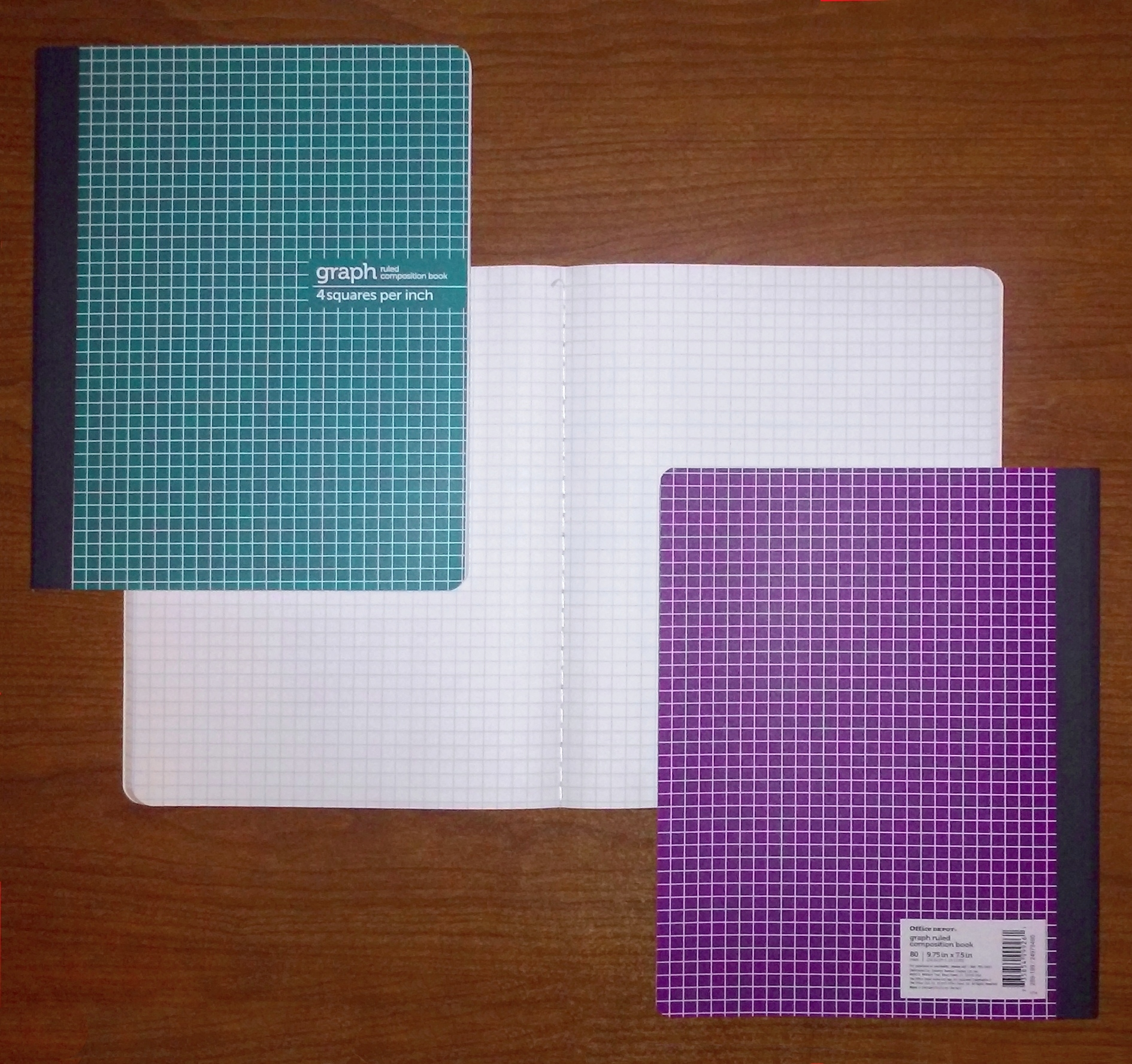
دفترچه شطرنجی مورد استفاده در ایالات متحده (۸۰ برگ))
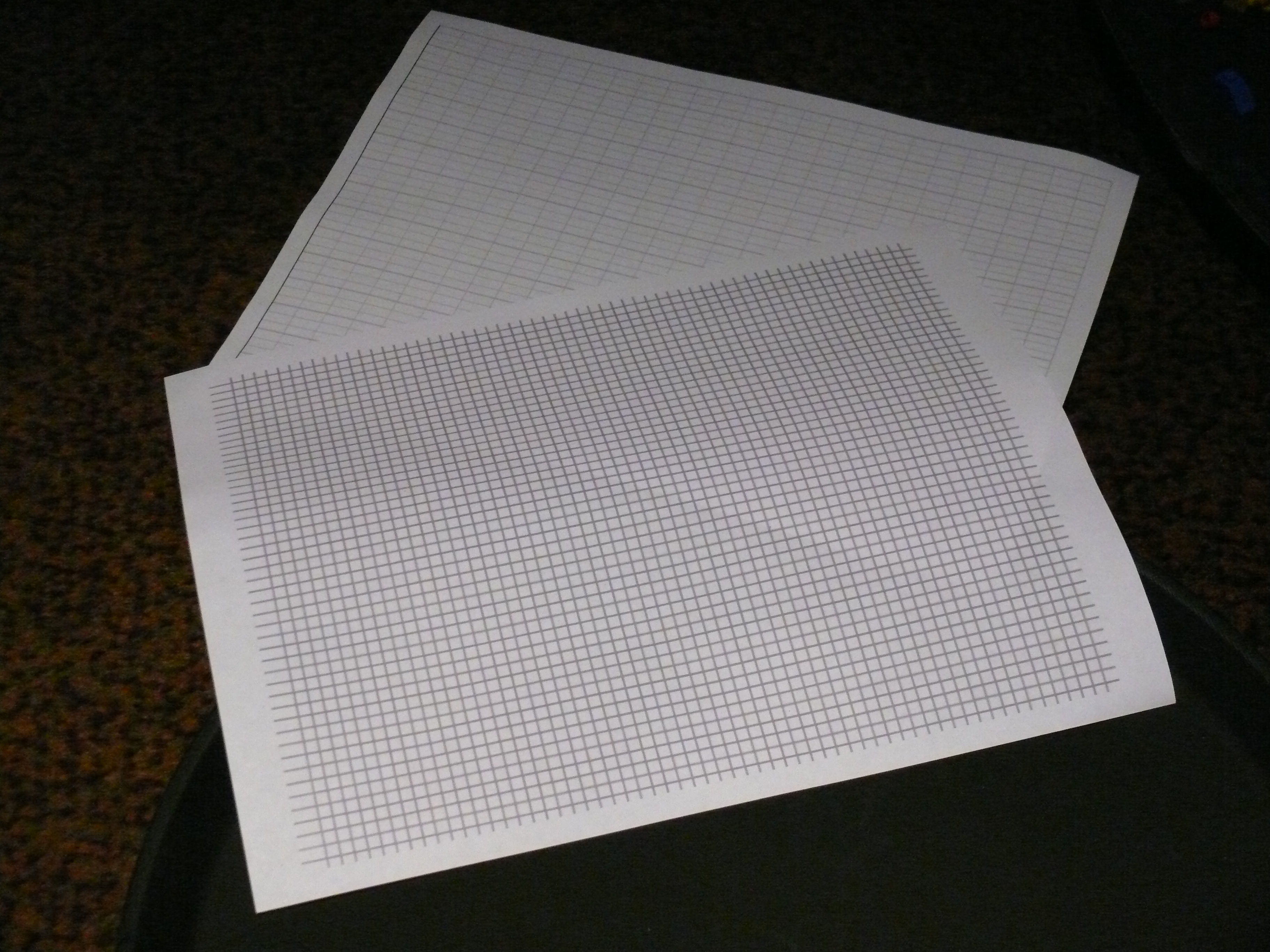
دو نوع برگ آزاد کاغذ رسم